# 林菊英
林菊英（1920年—），女，北京人，中华人民共和国护理学家，曾任卫生部全国护理中心主任，中华护理学会理事长。